# Szabó Ödön (politikus)
Szabó Ödön (Szilágysomlyó, 1975. július 4. –) romániai magyar politikus, a Romániai Magyar Demokrata Szövetség (RMDSZ) tagja. 2012-től az RMDSZ Bihar megyei parlamenti képviselője, az RMDSZ Bihar megyei szervezetének ügyvezető elnöke.

## Életrajz
Gyermekkorát Kárászteleken töltötte, mivel családja erről a településről származik.
Középiskolai tanulmányait Szilágysomlyón folytatta, pénzügy- és könyvelés szakon, 1989-93 között. 1997-ben a Nagyváradi Egyetemen végezte tanulmányait, történelem-földrajz szakon. Ezt követően 1998-1999 között a nagyváradi Sulyok István Főiskola oktatójaként helyezkedett el, majd 2000-től a Körösvidéki Múzeum muzeográfusa. 2002-2003 között a Nagyváradi Egyetemen tanított.
1998 óta az RMDSZ megyei választmányának tagja. 1999-2000, majd 2004-től a szervezet ügyvezető elnöke. 2001-től 2003-ig területi és szervezési ügyvezető alelnök. 2003-ban a megyei önkormányzati tanács alelnöki helyét tölti be. 1998-tól a Szövetségi Képviselők Tanácsának tagja, majd 2000-től önkormányzati képviselő. 2012-től parlamenti képviselő, frakcióvezető-helyettes. 2021-től a  Képviselőház Oktatási, Ifjúsági, Tudományos és Sportért Felelős Bizottságának alelnöke.
1993-ban belépett a Gh. Sincai Történész Hallgatók Egyesületébe, majd ezt követően 1997-től 2000-ig a Nagyváradi Magyar Diákszövetségben tevékenykedek. Ugyancsak 1997-ben lépett be a Kárásztelki Fiatalok Társaságába is. 1998 és 2000 között a megyei MIDESZ elnökségi tagja. 1999-2002 között tagja a Romániai Magyar Doktorandusok és Fiatal Kutatók Szövetségének. 2001 és 2003 között a Communitas Alapítvány ifjúsági szaktestületének tagja. 2002-2008-as periódusban a Magyar Ifjúsági Értekezlet tagja. Ezen kívül ügyvezető igazgatója a Mecénás Alapítványnak és kuratóriumi tagja a Partium Alapítványnak.
Nős, felesége pedagógus, 5 gyermekük született, közülük a két legidősebb már egyetemista. 
Sógora, Tőtös Áron, a nagyváradi Collegium Varadinum szakkollégium vezetője, az erdélyi Magyar Ifjúsági Értekezlet alelnöke.
Távolabbi rokona Szabó József , a nagyváradi városi tanácsos,a tanácsi RMDSZ frakció vezetője, a párt nagyváradi szervezetének elnöke, Cseke Attila fejlesztési miniszter kabinetvezetője.
Egyetemi évei óta Nagyváradon él.